# Плезант-Гілл (Іллінойс)
Плезант-Гілл (англ. Pleasant Hill) — селище (англ. village) в США, в окрузі Пайк штату Іллінойс. Населення — 924 особи (2020).

## Географія
Плезант-Гілл розташований за координатами 39°26′36″ пн. ш. 90°52′22″ зх. д. / 39.44333° пн. ш. 90.87278° зх. д. (39.443230, -90.872883).  За даними Бюро перепису населення США в 2010 році селище мало площу 2,10 км², з яких 2,03 км² — суходіл та 0,06 км² — водойми.

## Демографія
Згідно з переписом 2010 року, у селищі мешкало 966 осіб у 406 домогосподарствах у складі 274 родин. Густота населення становила 461 особа/км².  Було 486 помешкань (232/км²).
Расовий склад населення:
| - 99,5 % — білих - 0,3 % — чорних або афроамериканців |

До двох чи більше рас належало 0,1 %. Частка іспаномовних становила 1,2 % від усіх жителів.
За віковим діапазоном населення розподілялося таким чином: 23,9 % — особи молодші 18 років, 58,9 % — особи у віці 18—64 років, 17,2 % — особи у віці 65 років та старші. Медіана віку мешканця становила 41,3 року. На 100 осіб жіночої статі у селищі припадало 95,2 чоловіків;  на 100 жінок у віці від 18 років та старших — 89,4 чоловіків також старших 18 років.
Середній дохід на одне домашнє господарство  становив 43 936 доларів США (медіана — 40 625), а середній дохід на одну сім'ю — 50 360 доларів (медіана — 48 854). Медіана доходів становила 40 491 долар для чоловіків та 23 295 доларів для жінок. За межею бідності перебувало 20,9 % осіб, у тому числі 27,2 % дітей у віці до 18 років та 19,5 % осіб у віці 65 років та старших.
Цивільне працевлаштоване населення становило 434 особи. Основні галузі зайнятості: освіта, охорона здоров'я та соціальна допомога — 17,1 %, публічна адміністрація — 16,1 %, роздрібна торгівля — 15,4 %.